# Libysche Küstenstraße

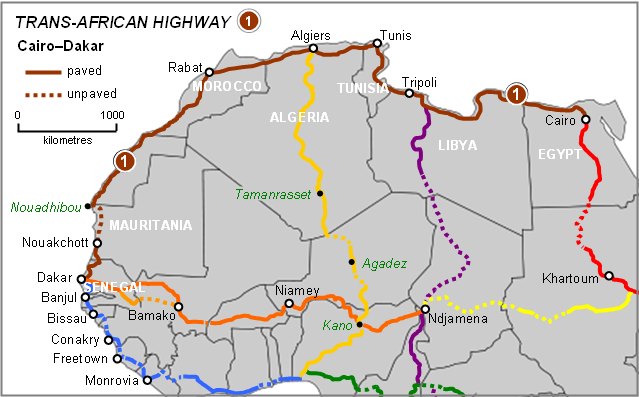
Die Libysche Küstenstraße als Teil des Kairo-Dakar-Highway

Die Libysche Küstenstraße (kurz Küstenstraße (arabisch الطريق الساحلي الليبي); englisch: Libyan Coastal Highway) ist eine 1.822 Kilometer lange Küstenstraße in Libyen. Als wichtigste Ost-West-Verbindung verläuft sie entlang der gesamten libyschen Mittelmeerküste und ist im internationalen Fernstraßennetzwerk ein Teilstück des Trans-African Highways (TAH) 1. Sie wurde während der italienischen Kolonialherrschaft unter dem Namen Litoranea Libica von 1935 bis 1937 angelegt und erhielt 1940 den Namen Via Balbia, auch Via Balbo. Trotz ihrer Umbenennung nach der Unabhängigkeit Libyens wird sie in verschiedenen Ländern bis heute umgangssprachlich und auf Karten teilweise unverändert Via Balbia genannt.

## Geschichte

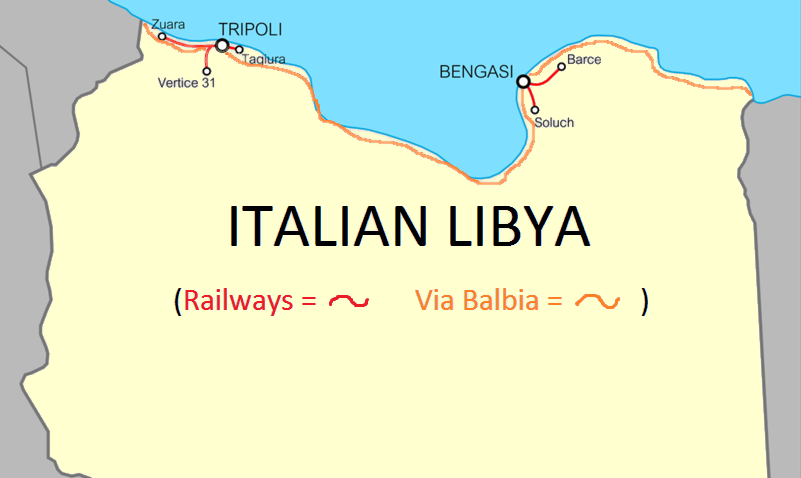
Verlauf der Via Balbia entlang der libyschen Küste

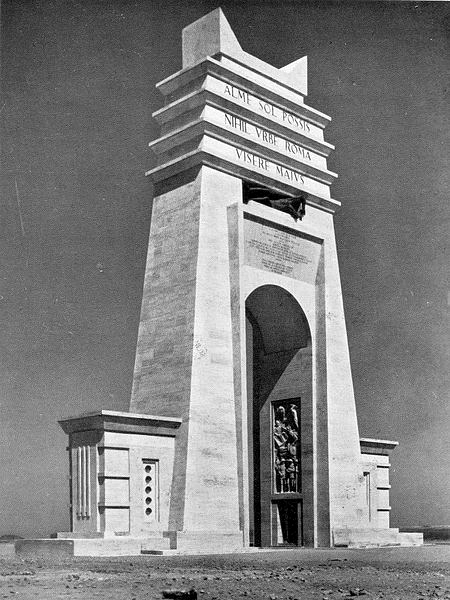
Der ehemalige Arco dei Fileni auf der Via Balbia, 1937

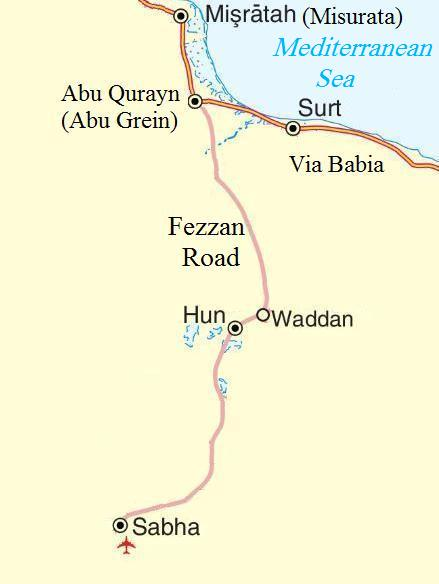
Abzweig der Fessan-Achse von der Via Balbia (auf der Karte irrtümlich als „Via Babia“ eingetragen)

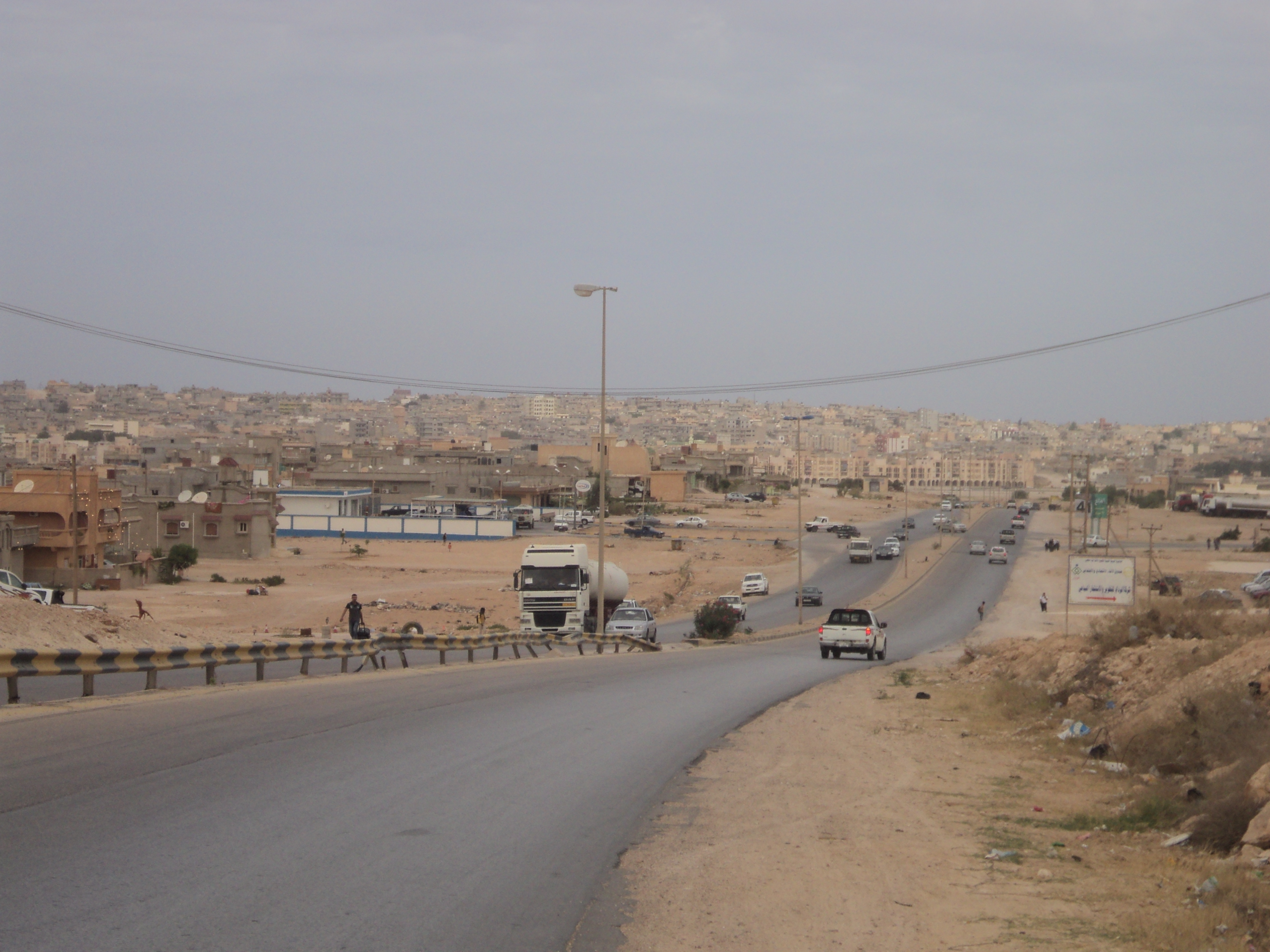
Via Balbia vor Tobruk, 2010

Nach der in Italien sogenannten Riconquista della Libia und Gründung der Kolonie Italienisch-Libyen begann im Oktober 1935 der Bau der Litoranea Libica. Diese vollständig asphaltierte 1.822 km lange Küstenstraße sollte die Infrastruktur verbessern und damit zu einem administrativen, militärischen sowie zivilen Zusammenhalt der Kolonie beitragen. Zeitgleich begann die Errichtung moderner Siedlungen für rund 20.000 landwirtschaftliche Kolonisten aus Italien, aber auch für die indigene Bevölkerung, die nach ihrer Unterwerfung zu großen Teilen mit den italienischen Behörden kooperierte. Die Realisierung dieser zweifelsohne als Mammutprojekte geltenden Maßnahmen ging maßgeblich auf den Gouverneur von Italienisch-Libyen Italo Balbo zurück.
Der Bau der Straße war nach weniger als 15 Monaten im Februar 1937 komplett abgeschlossen. La Litoranea (die Küstenstraße) stellte eine Arterie dar, die nach der italienischen Rückeroberung Libyens der neuen Realität einen physischen und metaphorischen Ausdruck verlieh. Zum einen sollte die Straße militärischen Anforderungen entsprechen, um Truppenverbände schnell zu strategisch wichtigen Orten verschieben zu können. Zum anderen sollte sie Arbeitsplätze für die libysche Bevölkerung schaffen sowie den Handel, den Warentransport und den Tourismus in der Kolonie befördern. Insgesamt waren an der Fertigstellung der Straße über 10.000 Arbeitskräfte beteiligt. Die libyschen Arbeiter erhielten pro Tag zwischen 6 und 12 Lire gegenüber den italienischen Arbeitern mit 25 bis 30 Lire.
Gebaut wurde nach modernsten Standards der damaligen Zeit. Dazu gehörten beispielsweise eine optimale Gradiente, zahlreiche Stahlbeton- und Spannbetonbrücken, Tankstellen, sowie etwa alle 50 km ein Rasthaus. Entlang der Straße befanden sich aufwendig gestaltete, oft monumentale Kilometersteine. Der erste mit Kilometer 0 stand bei Ras Ajdir an der Grenze zu Französisch-Tunesien, der letzte mit Kilometer 1.822 in der Nähe von Fort Capuzzo an der libysch-ägyptischen Grenze, wo die asphaltierte Fahrbahndecke abrupt in der offenen Wüste endete. Zur Einweihung der Straße stattete Benito Mussolini Libyen einen zehntägigen Besuch ab. Er begann diese vielbeachtete Propagandatour am 12. März 1937 in Fort Capuzzo, woran sich bis nach Ras Ajdir eine nicht enden wollende Abfolge von Festen, Einweihungen und Zeremonien anschloss.
Begleitet wurde Mussolini während der Reise von über 200 in- und ausländischen Journalisten. Über seine Fahrt auf der Litoranea drehte das Istituto Luce den Propagandafilm Il Duce in Libia. Schon Wochen vor der offiziellen Eröffnung der Straße ließ Radio Bari in arabischer Sprache verkünden:

„Diese Reise ist der Beginn einer neuen Stufe in den Beziehungen zwischen Italien und dem Islam. Die Muslime, in Übereinstimmung mit ihren Traditionen, lieben in Mussolini die Weisheit des Staatsmanns vereint mit der Tat des Kriegers.“

Am 18. März 1937 erhielt Mussolini von dem Berberanführer Jusuf Kerbisch (auch Jusuuf Cherbish) vor den Toren Tripolis das Schwert des Islam überreicht. Die zu diesem Anlass von Mussolini gehaltene Rede sollte das religiös-islamische Element in Libyen beschwichtigen und in der ganzen arabisch-islamischen Welt für Italien werben. Ein englischer Korrespondent schrieb dazu: „Der Orientale liebt solche Vorstellungen. Im Hinblick auf die Muslime sind die Zeremonien zur Eröffnung der Straße zweifellos ein Erfolg.“
Neben der 1.822 km langen Küstenstraße, welche eine Verbindung der Provinzen Tripolitanien und Cyrenaika herstellte, entstanden zu dieser Zeit in Libyen noch weitere 1.600 km asphaltierte Straße, 454 km Kopfsteinpflasterstraße und 2.830 km befestigte Wüstenpiste. Von der Litoranea zwischen Misrata und Sirte in Abu Grein abzweigend, wurde unter anderem mit der Trassierung der sogenannten Fessan-Achse über Hon und Brak bis Sabha begonnen, die den Fessan mit Tripolitanien und der Cyrenaika verbinden sollte. Rund 300 der 650 Kilometer langen Straße konnten in den 1930er Jahren bis Hon fertiggestellt werden. Vollendet und erheblich erweitert wurde die heute in westlichen Ländern sogenannte Fezzan Road bis Sabha in den 1960er Jahren.
Die Projekte umfassten ein Straßennetz bis in die entlegensten Winkel der Kolonie. Beispielsweise baute das italienische Militär mit Unterstützung von 150 Einheimischen für den LKW-Verkehr und Truppentransport mitten durch die Wüste eine 130 km lange, vollständig asphaltierte Straße von Brak zur äußerst abgelegenen Oase Edri. Zudem sollte parallel zur Litoranea Libica zwischen dem zentralen Abschnitt Tripolis–Bengasi eine Eisenbahnstrecke entstehen, deren Bau jedoch nach Fertigstellung weniger Kilometer aufgrund des Kriegsausbruchs im Juni 1940 eingestellt werden musste. Eines der letzten realisierten Großereignisse vor dem Zweiten Weltkrieg war die Litoranea Libica 1939, ein 1.500-km-Sportwagenrennen von Tobruk nach Tripolis.
Nach dem Tod von Italo Balbo im Juni 1940 benannten die italienischen Behörden ihm zu Ehren die Straße in Via Balbo, umgangssprachlich Via Balbia um. Unter dieser Bezeichnung erlangte sie während des Afrikafeldzugs weltweit Bekanntheit als Schauplatz zahlreicher Gefechte zwischen den Achsenmächten und den Alliierten. Die Bedeutung der Straße schätzten Geopolitiker derartig hoch ein, indem sie schon damals der Frage nachgingen, ob es ohne die Straße einen Krieg in Nordafrika gegeben hätte beziehungsweise dieser ohne die Straße überhaupt möglich gewesen wäre. Bezeichnet wurden die Kämpfe auch als „Krieg auf der Einbahnstraße“, der je nach Angreifer in östliche oder westliche Richtung nahezu ausschließlich entlang der Via Balbia verlief. Nach Kriegsende war die Straße streckenweise stark zerstört und blieb jahrzehntelang beschädigt.
Mit der Entlassung Libyens in die Unabhängigkeit erhielt die Via Balbia offiziell die Bezeichnung Libysche Küstenstraße (arabisch الطريق الساحلي الليبي) zurück. Die Beseitigung aller Schäden aus dem Zweiten Weltkrieg erfolgte erst 1967 bei gleichzeitiger vollständig neuer Asphaltierung und streckenweise vierspurigem Ausbau der Straße. Im Jahr 1973 rissen Muammar Gaddafis Revolutionstruppen mehrere der von den Italienern errichteten Bauwerke in ganz Libyen ab, darunter den Arco dei Fileni, einen Triumphbogen, der zwischen den Orten Ras Lanuf und El Agheila stand und die Verbindung der beiden historischen Regionen Tripolitanien und Cyrenaika symbolisierte.
Nach Gaddafis Militärputsch vom 1. September 1969 kam der geplante vollständig vierspurige Ausbau der Libyschen Küstenstraße nicht zustande.

## Gegenwart

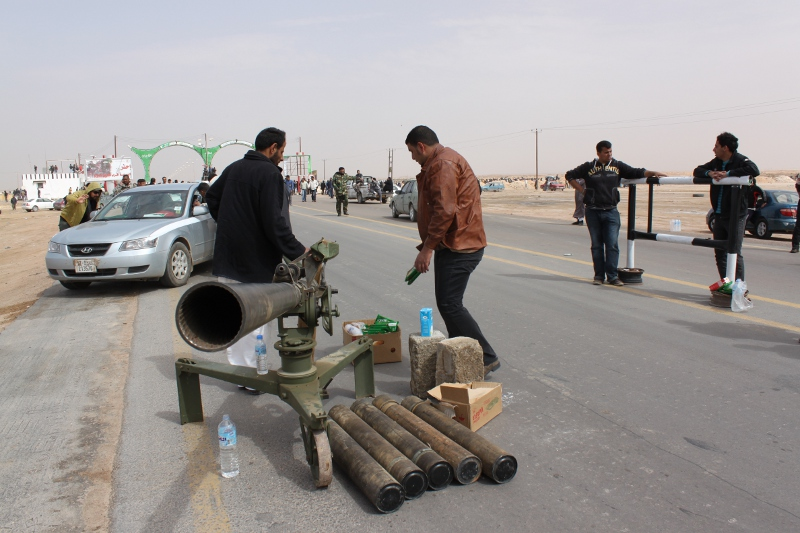
Libysche Rebellen blockieren die Straße mit Mörsern und mobilen Raketenwerfern, hier 2011 in der Nähe von Sirte.

Umgangssprachlich, aber auch in der Sachliteratur und auf Karten, wird die Straße in verschiedenen Ländern teilweise bis heute unverändert als Via Balbia bezeichnet.
Seit dem Bürgerkrieg in Libyen 2011 war die Straße erneut Schauplatz heftiger Kämpfe. Für die rivalisierenden Parteien war sie ein strategisches Element und ein symbolisches, weil sie Libyens Osten und Westen verbindet. Zunächst lieferten sich Gaddafis Streitkräfte und regierungsfeindliche Rebellen entlang der Küstenstraße schwere Gefechte nebst anstürmenden Truppen, Kampfjets, Explosionen und Einschüssen auf der Straße. Die Kämpfe um die Straße werden seitdem von der Bevölkerung auch „Autobahnkrieg“ genannt.
Im Zuge des Zweiten Bürgerkriegs in Libyen seit 2014 verlegten die Streitkräfte von Fayiz as-Sarradsch (Regierung in Tripolis) und die Verbände von Chalifa Haftar (Regierung in Tobruk) entlang der Straße massenweise Landminen. Durch die Minen starben beispielsweise zwischen April 2020 und Mai 2021 insgesamt 99 Menschen und weitere 147 erlitten schwere Verletzungen.
Allein auf einem 120 km langen Abschnitt bei Abu Grein wurden zwischen März 2021 und April 2021 nahe dem Abzweig zur Fezzan-Road 7,5 Tonnen hochexplosive Landminen entschärft und beseitigt. 
Im Juni 2021 begann die Beseitigung der Straßenschäden und auf Vermittlung der Vereinten Nationen die Errichtung von Checkpoints. Die seit 2019 gesperrten Abschnitte wurden geöffnet, wobei keine der beiden Konfliktparteien ein Offenbleiben der Straße garantierte.
Nach einem brüchigen Frieden und einem fehlgeschlagenen politischen Prozess zur Abhaltung nationaler Wahlen kam es ab Mitte 2022 in Libyen zu erneuten Zusammenstößen zwischen rivalisierenden bewaffneten Gruppen, die Konvois beschossen und die Küstenstraße zwischen verschiedenen Städten abermals sperrten. Da die Straße ein Teilstück des Trans-African Highways (TAH) 1 ist, wirken sich Sperrungen ebenfalls negativ auf den gesamten internationalen Fernverkehr der Verbindung Kairo-Dakar aus.